# Nguyễn Văn Kiểu
Nguyễn Văn Kiểu (1916 – ?) là anh trai của cựu Tổng thống Nguyễn Văn Thiệu, từng là Đại sứ Việt Nam Cộng hòa tại Trung Hoa Dân Quốc và cũng là Đại sứ Việt Nam Cộng hòa cuối cùng tại Trung Hoa Dân Quốc.

## Tiểu sử
Nguyễn Văn Kiểu sinh năm 1916 tại Phan Rang, Trung Kỳ,Liên bang Đông Dương. Ông là anh của Tổng thống Nguyễn Văn Thiệu và là em của Nguyễn Văn Hiếu (từng là Đại sứ Việt Nam Cộng hòa tại Úc).
Năm 1954, ông làm cố vấn cho phái đoàn Quốc gia Việt Nam đàm phán về độc lập của Việt Nam giữa Bảo Đại và người Pháp.
Sau khi chính thể Việt Nam Cộng hòa sụp đổ vào cuối tháng 4 năm 1975, Đại sứ quán Việt Nam Cộng hòa tại Đài Bắc đành phải đóng cửa vào ngày 5 tháng 5. Sau đó, ông dẫn cả gia đình mình sang định cư ở Đài Loan và giữ chức chủ tịch hãng Alliance International Investment Co., Ltd. Sau năm 1989, người ta nói rằng ông sống ở Montreal, Canada.

## Đời tư
Nguyễn Văn Kiểu là người Công giáo và đã lập gia đình. Tháng 10 năm 1975, ông nói với giới truyền thông rằng ông có ba cô con gái đang theo học ở nước Anh.